# Adenocalymma coriaceum
Adenocalymma coriaceum là một loài thực vật có hoa trong họ Chùm ớt. Loài này được A.DC. mô tả khoa học đầu tiên năm 1845.